# Glebiorz
Glebiorz – potok, lewy dopływ Krośnicy.
Ma dwa źródłowe cieki o podobnej długości. Jeden wypływa w jarze na wysokości około 670 m, drugi w źródle na wysokości 670 m, obydwa na południowych stokach Pasma Lubania w Gorcach. Łączą się z sobą na wysokości około 565 m. Od tego miejsca Glebiorz spływa w kierunku południowym, potem południowo-wschodnim i na osiedlu Gielniarz, na wysokości 547 łączy się z potokiem Podłazie. Od tego miejsca potoki te wspólnym korytem spływają w kierunku południowym, przepływają pod drogą wojewódzką nr 969 i uchodzą do Krośnicy na wysokości około 537 m.
Górna część zlewni potoku Lubań znajduje się w porośniętych lasem partiach Pasma Lubania, dolna część w bezleśnych, pokrytych polami i zabudowaniami obszarach miejscowości Grywałd w województwie małopolskim, w powiecie nowotarskim, w gminie Krościenko nad Dunajcem. Jego zlewnia obejmuje tereny wsi Krośnica i Grywałd.